# Salehabad
Salehabad (perski: صالح آباد) – miasto w Iranie, w ostanie Teheran. W 2006 roku miasto liczyło 54 218 mieszkańców w 13 454 rodzinach.